# Yuval Harari
Yuval Noah Harari (Haifa, 24 de fevereiro de 1976) é um professor israelense de História e autor dos best-seller internacionais Sapiens: Uma breve história da humanidade, Homo Deus: Uma Breve História do Amanhã e 21 Lições para o Século 21. Seu último lançamento é Notas sobre a Pandemia: E breves lições para o mundo pós-coronavírus (artigos e entrevistas). Leciona no departamento de História da Universidade Hebraica de Jerusalém.

## Infância e Educação
Harari nasceu em Israel, embora seja filho de judeus com raízes na Europa Oriental, cresceu em uma família laica, judaica não-praticante, com origens libanesas e da Europa do Leste.
Harari aprendeu sozinho a ler aos três anos e aos oito, ingressou em uma classe para crianças intelectualmente dotadas no Centro Educacional Leo Baeck em Haifa. Adiou o serviço militar obrigatório nas Forças de Defesa de Israel para prosseguir os estudos universitários, sendo posteriormente dispensado da atividade devido a problemas de saúde. Começou a estudar História e relações internacionais na Universidade Hebraica de Jerusalém, aos 17 anos.
Especializou-se primeiro em História medieval e História militar, antes de completar seu doutorado no Jesus College, Universidade de Oxford, em 2002. Em Oxford, tornou-se um profundo adepto da meditação Vipassana. 

## Carreira acadêmica
Atualmente é professor titular no Departamento de História da Universidade Hebraica de Jerusalém, especializado em História Mundial e processos da macro-história, também ministrou um curso de História gratuito que foi acompanhado por mais de 120 mil pessoas em todo o mundo.[carece de fonte]
Sua pesquisa se concentra em questões da macro história, tais como: Qual a relação entre a História e a Biologia? Qual a diferença fundamental entre o Homo sapiens e outros animais? Existe justiça na História? A História tem uma direção? Será que as pessoas se tornaram mais felizes com o passar do tempo?
Harari ministra palestras ao redor do mundo sobre os tópicos explorados em seus livros e artigos, e escreveu para tabloides e jornais como The Guardian, Financial Times, The New York Times, The Times, The Economist e a revista Nature. Ele também oferece seu conhecimento e tempo a várias organizações e públicos de forma voluntária.
Em 2012, foi eleito para a Academia Jovem Israelita de Ciências.
Em 2018 e 2020, atuou como um dos palestrantes na conferência anual do Fórum Econômico Mundial em Davos. Na edição de 2020, discutiu sobre o futuro da inteligência artificial e a corrida tecnológica entre China e EUA.
Harari discute regularmente questões globais com chefes de estado e teve conversas públicas com o primeiro-ministro holandês Mark Rutte e com o chanceler austríaco Sebastian Kurz. Ele também se encontrou com o presidente Emmanuel Macron da França, a chanceler Angela Merkel da Alemanha, o presidente Mauricio Macri da Argentina, o presidente Frank-Walter Steinmeier da Alemanha e o prefeito Ying Yong de Xangai. Em 2018, Yuval apresentou o primeiro TED talk ao vivo como um avatar digital e, em 2019, ele se sentou para uma discussão filmada sobre tecnologia e o futuro da sociedade com o CEO do Facebook, Mark Zuckerberg.
Em 2019, Yuval Noah Harari e seu cônjuge, Itzik Yahav, cofundaram a Sapienship: uma empresa de impacto social com projetos nas áreas de entretenimento e educação, cujo principal objetivo é focar o debate público nos desafios globais mais importantes da atualidade.

## Carreira literária
Yuval Noah Harari tem publicado numerosos livros e artigos, incluindo Special Operations in the Age of Chivalry, 1100–1550 ; The Ultimate Experience: Battlefield Revelationsand the Making of Modern War Culture, 1450–2000; The Concept of 'Decisive Battles' in World History; e "Armchairs, Coffee and Authority: Eye-witnesses and Flesh-witnesses Speak about War, 1100–2000".
Sua bibliografia é numerosa e muito técnica, em especial os diferentes artigos e livros que redigiu antes de 2010. São obras que estudam temas associados à História Militar da Idade Média e da Idade Moderna, procurando fazer um percurso cronológico sobre a evolução dos métodos e das ferramentas da guerra, um fenômeno persistente durante o último século. Porém, a sua visão passou a ser bem mais ampla, procurando um estudo mais generalizado sobre a evolução da humanidade até ao presente.
Seu livro mais famoso é Sapiens: Uma breve História da Humanidade (originalmente publicado em hebraico sob o título  Uma breve História do Gênero Humano, e, depois, sendo traduzido para mais de 30 idiomas). O livro aborda toda a extensão da história humana, desde a evolução do Homo sapiens na idade da pedra até a revolução política e tecnológica do século XXI.
Sapiens teve sua origem em um curso de história mundial em que Harari, enquanto professor da Universidade Hebraica de Jerusalém, ensinou pela primeira vez com outros professores iniciantes, já que mais nenhum professor efetivo teria interesse em lecioná-lo. Quatro editoras rejeitaram o livro, entendendo que a história não vingaria em Israel, mas uma quinta editora se arriscaria. A edição hebraica tornou-se um best-seller em Israel. Isso gerou muito interesse, tanto do público acadêmico, quanto da comunidade em geral, transformando Harari em uma celebridade instantânea. Sapiens tornou-se um sucesso internacional. O livro entrou no top 10 do mais vendidos do The New York Times, sendo recomendado por Mark Zuckerberg, Barack Obama, Bill Gates e outras grandes personalidades da mídia, da política e da história mundial. Em 2015, a obra foi selecionada por Mark Zuckerberg para seu Clube do livro online. Zuckerberg indicou seus seguidores a lerem o que ele buscou chamar de "uma grande narrativa sobre a História da civilização humana".
Vídeos em hebraico de Harari sobre a história do mundo têm sido visualizados por milhares de pessoas em todo o mundo através do YouTube. Ele também apresenta Uma Breve História da Humanidade, um curso de história gratuito, em inglês, disponível online que foi acompanhado, no site Coursera, por mais de 100.000 pessoas em todo o mundo.
Em 2016, o filósofo retornou com Homo Deus: Uma Breve História do Amanhã, um livro aclamado pela crítica que examina os grandes projetos futuros enfrentados pela humanidade no século XXI. Desde sua publicação, 21 milhões de cópias do livro foram vendidas em todo o mundo, sendo traduzido para mais de 60 idiomas.
Depois de explorar profundamente o passado e o futuro, Yuval Noah Harari publicou 21 Lições para o Século 21 em 2018. Aqui ele parou para tomar o pulso do nosso clima global atual, concentrando-se nas maiores questões do momento presente: O que está de fato acontecendo na atualidade? Quais são os maiores desafios e escolhas de hoje? A que devemos prestar atenção? Em menos de 18 meses, 3 milhões de cópias da obra foram vendidas em todo o mundo, sendo traduzidas para mais de 40 idiomas em seu primeiro ano de publicação.
Em entrevista ao Financial Times, Harari explicou seu interesse por abordar assuntos de grande abrangência: "Eu sempre me interessei pelas grandes questões da história (...) por exemplo (em questões como): 'somos mais felizes do que nossos ancestrais?' ou 'por que os homens dominaram as mulheres na maioria das sociedades?' - você não poderia obter respostas para essas perguntas olhando para apenas um pouco do quadro."
Em 2024 após o sucesso de seus livros, Harari publicou Nexus: Uma breve história das redes de informação da idade da pedra até a inteligência artificial, para demonstrar o perigo da inteligência artificial na humanidade.

## Teoria
Harari se propõe a estudar como o Homo sapiens teria atingido sua condição atual e o que o futuro lhe reservaria, considerando a insatisfação como a "raiz profunda" da realidade humana e relacionada à evolução.
Em um artigo de 2017, Harari argumentou que, por meio do progresso tecnológico contínuo e dos avanços no campo da inteligência artificial, "em 2050, uma nova classe de pessoas pode surgir - a classe inútil. Pessoas que não estão apenas desempregadas, mas que serão não-empregáveis". Ele argumentou que lidar com essa nova classe social econômica, social e politicamente será um desafio central para a humanidade nas próximas décadas.
Harari vê uma ameaça existencial em uma corrida armamentista em inteligência artificial e bioengenharia e expressou a necessidade de íntima cooperação entre as nações para resolver ameaças como colapso ecológico, guerra nuclear e ruptura tecnológica.
Vegano, Harari comentou sobre a situação dos animais, particularmente animais domesticados desde a revolução agrícola. Em um artigo do The Guardian de 2015 sob o título "A agricultura industrial é um dos piores crimes da história", ele chamou o "destino dos animais de criação industrial" de "uma das questões éticas mais prementes do nosso tempo".
Harari busca enquadrar sua teoria da humanidade em suas convicções sobre o consumo de carne. Sapiens dedica grandes seções a relatos implacáveis da domesticação e agricultura industrial de vacas, porcos e galinhas. Isso, ele afirma, tornou-os algumas das criaturas geneticamente mais "bem-sucedidas" da história, mas também as mais miseráveis. Harari assim resumiu suas visões sobre o mundo em uma entrevista de 2018 com Steve Paulson da Nautilus: "As coisas estão melhores do que antes. As coisas ainda estão muito ruins. As coisas podem ficar muito piores. Isso contribui para uma visão um tanto otimista, porque se você perceber que as coisas estão melhores do que antes, isso significa que podemos torná-las ainda melhores".
Harari escreveu que, embora a ideia de livre-arbítrio e os valores liberais baseados nele "encorajassem as pessoas que tinham que lutar contra a Inquisição, o direito divino dos reis, a KGB e a KKK", ela se tornou perigosa em um mundo em que governos e corporações estão conhecendo o indivíduo melhor do que eles mesmos e "se governos e corporações conseguirem hackear o animal humano, as pessoas mais fáceis de manipular serão aquelas que acreditam no livre-arbítrio". Harari entende que: "Os humanos certamente têm vontade - mas não são livres. Você não pode decidir quais desejos você tem (...) cada escolha depende de muitas condições biológicas, sociais e pessoais que você não pode determinar por si mesmo. Eu posso escolher o que comer, com quem casar e em quem votar, mas essas escolhas são determinadas em parte por meus genes, minha bioquímica, meu gênero, minha origem familiar, minha cultura nacional etc."

### Revolução Cognitiva
A estrutura de Sapiens é dividida em três partes, que o autor batiza de Revoluções: A Revolução Cognitiva, a Revolução Agrícola e a Revolução Científica.
Conforme apresenta o filósofo, a Revolução Cognitiva teria sido responsável por estimular a capacidade humana de criar e transmitir informações, além de consumir e absorver grande quantidade de conteúdo – sobretudo no que diz respeito a questões que não necessariamente são verdadeiras ou reais.
Harari assim qualifica a memória, a capacidade de aprender e de se comunicar como os atributos cognitivos que se desenvolveram no Homo sapiens há aproximadamente 70 mil anos a.C. Nesse momento teria sido iniciada a construção de estruturas mais complexas que hoje recebem o nome de civilização. A partir de então, o homem começaria a ampliar seu território, em um primeiro momento no Oriente Próximo e, posteriormente, em toda a Eurásia. Tempos mais tarde, equipado de barco, também teria ocupado a Austrália e Oceania. As primeiras joias e objetos de arte que se tem conhecimento teriam surgido nessa época.
Para Harari, essa fase posterior à revolução Agrícola se resumiria a uma única questão: como os humanos se organizavam em redes de cooperação em massa, uma vez que careciam de instintos biológicos para sustentar tais redes? Logo em seguida o Autor garante que a resposta residiria na capacidade dos humanos de criarem ordens imaginadas e desenvolverem sistemas de escrita. Essas duas invenções teriam sido responsáveis por preencher as lacunas deixadas por nossa herança biológica.
Assim como preleciona Harari, o Homo sapiens é o animal que dominou o mundo uma vez que é a única espécie capaz de crer em coisas inexistentes na natureza (a Ordem Natural), mitos, ficções compartilhadas, construções sociais (a Ordem Imaginada), com isso sendo capaz de cooperar de maneira flexível e em larga escala. É possível incluir, entre essas ficções, religiões, estruturas políticas, ideologias, e instituições legais.
O aspecto versátil da linguagem também ganha destaque, vez que, conforme o autor aduz, teria possibilitado que a humanidade se comunicasse de maneira singular. A capacidade de falar sobre coisas que nunca viram, ouviram ou tocaram, fez que com os homens adquirissem grande apreço pela ficção.
Harari apresenta a ideia de que a ficção teria permitido não somente imaginar coisas como também fazer isso coletivamente. Teria sido o surgimento da ficção que teria possibilitado que um grande número de pessoas, alheias entre si, pudesse cooperar de maneira eficaz por acreditar nos mesmos mitos.
Essa habilidade de cooperação mútua, ensejada pelo desenvolvimento da linguagem, se expandiu, alastrando-se entre as tribos, cidades e influenciando diversas culturas religiosas.
O compartilhamento de mitos culturais e histórias desenvolvidas pelo imaginário humano teria criado o que poderia se chamar de "ordens imaginadas". Essas ordens se embasariam em aspectos estruturais da sociedade, como o Direito, a religião e a tradição, quais seriam responsáveis por criar arranjos e condições de aceitabilidade e de uma "subordinação natural" a elas e a seus governos, fundamentando-se na ideia de uma "ordem natural".
Nesse sentido, o filósofo entende que a desigualdade social não seria natural, mas também não haveria justiça na história. Não existiria uma justiça divina e não existiria uma justiça biológica, que funcionasse conforme as leis da natureza. Por isso, aquilo que entendemos como justiça, ou justiça social, segundo o autor, seria algo a ser criado e conquistado a cada dia.
O autor introduz a ideia de que, nas comunidades antigas, e em grande parte das contemporâneas, é apresentada a ordem social como uma parte da ordem natural, como forma de conferir veracidade e aquiescência à ordem criada. Harari assim explica: "Como você faz as pessoas acreditarem em uma ordem imaginada como o cristianismo, a democracia ou o capitalismo? Primeiro, você nunca admite que a ordem é imaginada. Você sempre insiste que a ordem que sustenta a sociedade é uma realidade objetiva criada pelos grandes deuses ou pelas leis da natureza".
Essa inserção do social no natural é o que atribuiria autoridade aos governantes, que ganhariam legitimidade para submeter a população à sua vontade, a pretexto de figurarem como guardiões e garantidores da tradição, das instituições e da justiça.
É o que o autor explica no oitavo capítulo do livro, de nome sugestivo, intitulado Não existe justiça na história. O autor nos norteia para uma ideia central em que os níveis superiores desfrutavam de privilégios e poder, enquanto os inferiores sempre estavam em um lugar de sofrimento, discriminação e opressão. O Código de Hamurabi, como é citado de exemplo, estabelecia uma ordem hierárquica formada por homens superiores, homens comuns e escravos. Também é discorrido sobre a ordem imaginada constituída pelos norte-americanos em 1776 que como sabemos, também estabeleceu uma divisão. Criou-se ali uma hierarquia entre homens, que se beneficiavam dela, e mulheres, que ficaram desprovidas de autoridade. O autor dita que a função das hierarquias é unicamente permitir que estranhos saibam como tratar uns aos outros sem desperdiçar o tempo e a energia necessários para se tornarem pessoalmente familiarizados.
Vale dizer, no entanto, que, assim como as ordens simbólicas mais antigas, as ordens contemporâneas quase sempre entram em situações de instabilidade, o que exige das autoridades esforços árduos e contínuos para manutenção dessas estruturas. Esses esforços se apresentariam de diversas formas, adquirindo, até mesmo, a forma coercitiva, por meio do Direito, amparado na força legal e social de suas normas e decisões, das forças policiais, e do Exército.
Contudo, explica Yuval Harari, uma ordem imaginada não se sustenta tão somente através da violência. Há também a necessidade de que algumas pessoas de fato acreditem em sua veracidade. Nesse sentido, observa que a moralidade, a religião e o Direito exerceriam um papel fundamental na manutenção dessa ordem imaginada, criando estruturas de aceitação e obediência generalizada.
Assim dizendo, sistemas e instituições de prestígio, como as leis, a moral, a tradição e a religião seriam responsáveis por dar fundamento e legitimidade a essas ordens imaginadas, e de tudo que as comporia, de modo que se estabelecesse, de maneira generalizada, consentimento e acatamento às disposições por elas impostas.
Assim, para Yuval, todas as pessoas nasceriam em uma ordem imaginada preexistente, sendo seus interesses e vontades moldados desde o nascimento pelas ficções preponderantes. No entanto, o surgimento de uma ordem imaginada não bastaria, por si só, para conformar a sociedade contemporânea.
Isso porque, ao contrário de outras espécies de animais como abelhas e formigas, as informações necessárias para organização das sociedades humanas não podem ser simplesmente inscritas no DNA e transmitidas biologicamente pelas gerações. A transmissão de uma ordem imaginada, diferentemente, exige um esforço consciente para preservar leis, costumes e maneiras, sem os quais a ordem social rapidamente ruiria.
Historicamente, o principal mecanismo para armazenamento e transmissão dessas informações foi o próprio cérebro humano. Ocorre que, por sua própria natureza biológica, trata-se de órgão limitado, finito e capaz de armazenar apenas tipo específico de informações. É diante deste contexto que Harari identifica na escrita a principal invenção para organização das sociedades humanas, sendo capaz de contornar as limitações biológicas e permitir a consolidação da ordem imaginada em grandes agrupamentos sociais.
A escrita, enquanto "método para armazenar informações por meio de símbolos materiais", teria surgido como sistema parcial que, apesar de não ser capaz de representar a integralidade da linguagem oral, permitiu que humanos expressassem aspectos da realidade que não seria possível por aquele meio. Dentre estas vantagens, está a capacidade de lidar com volumes expressivos de informação e, principalmente, números, o que teria permitido, conforme Harari, o surgimento das burocracias contemporâneas, seja para o controle dos impostos ou mesmo para a resolução das disputas judiciais.
Com essa ideia, Harari conferiu diversas implicações ao estudo da filosofia do direito, inserindo reflexões destinadas a identificar, no âmbito da ordem social, o que seria natural e o que seria fruto do imaginário humano, o que, por ora, se deduz pelos escritos de Harari não ser uma tarefa fácil, vez que grande parte das ideias que constituem o mundo, segundo ele, se traduziriam, em verdade, em mitos compartilhados, como efeito das repercussões trazidas pela Revolução Cognitiva.

## Recepção
Seu trabalho foi recebido mais negativamente em ambientes acadêmicos. Christopher Robert Hallpike, em uma revisão de Sapiens, assim afirmou: "muitas vezes foi preciso apontar quão surpreendentemente pouco ele parece ter lido sobre um grande número de tópicos essenciais. Seria justo dizer que sempre que ele apresenta fatos amplamente corretos, estes não são novos, e sempre que ele tenta trazer uma nova informação, ele muitas vezes está equivocado (em sua tese), às vezes seriamente". Hallpike afirma ainda que: "não devemos julgar o Sapiens como uma contribuição séria para o conhecimento, mas como 'infoentretenimento', um evento editorial para excitar seus leitores por um passeio intelectual selvagem pela paisagem da história, pontilhado com exibições sensacionais de especulação e terminando com previsões de gelar o sangue sobre o destino humano. Por esses critérios, é um livro de maior sucesso".
Os trabalhos de Harari são considerados como pertencentes ao gênero da Grande História. Segundo Ian Parker, em matéria ao New Yorker: "Harari não inventou a Grande História, mas ele a atualizou com dicas de autoajuda e futurologia, com grande abrangência, compostura quase niilista sobre o sofrimento humano".

## Vida pessoal

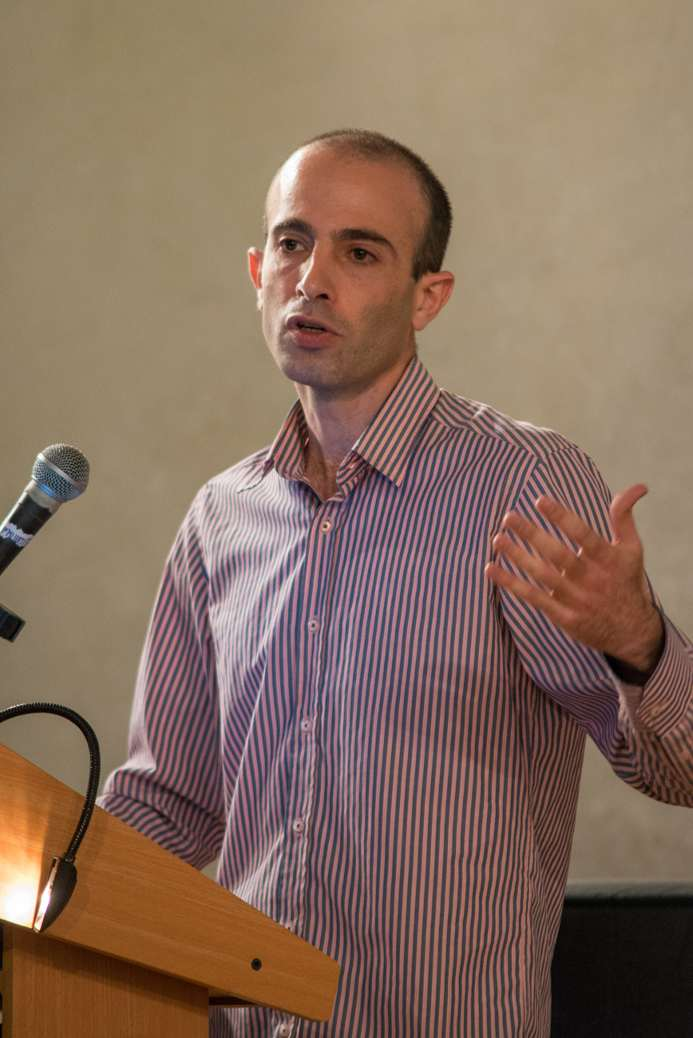
Yuval Noah Harari, em 2013.

Harari é homossexual, o que lhe permite, segundo ele próprio, "colocar em questão ideias herdadas". Ele vive com seu cônjuge e agente, Itzik Yahav, na moshav de Mesilat Zion, perto de Bete-Semes, no distrito de Jerusalém.. Moshav é um tipo de comunidade-cooperativa rural formada por pequenas chácaras individuais que foi incentivada durante o século XX para abrigar imigrantes judeus.
Harari não tem nenhum smartphone e medita duas horas por dia – o que considera um bom método de investigação -, para além de fazer um retiro anual, ausente da vida social, resguardado no silêncio, sem redes sociais ou literatura.
Harari se descreve como "vegan-ish" - uma espécie de "vegano flexível". "Eu tento me envolver o mínimo possível com a indústria de carne e laticínios (...), mas se eu for à casa da minha mãe e ela fizer um bolo com queijo, ou o que quer que seja, eu como."

### Posicionamento político
No final de julho de 2018, Yuval Noah Harari recusou-se a participar de uma festividade do consulado de Israel em Los Angeles, numa atitude de protesto contra a adoção da polêmica Lei do Estado-nação, pelo Parlamento de Israel, qualificando-a de "erosão das normas liberais de base de Israel". Harari reitera assim suas opiniões anteriores, sobre o conflito israelo-palestino: "A verdadeira anomalia do conflito israelo-palestino é que a ordem global tem permitido o agravamento dessas anomalias ao longo de décadas, como se fossem perfeitamente normais".
Em julho de 2019, Harari foi amplamente criticado por permitir várias omissões e alterações na edição russa de seu terceiro livro 21 Lições para o século 21, usando um tom mais suave ao falar sobre as autoridades russas. Leonid Bershidsky, no Moscow Times, chamou isso de covardia, e Nettanel Slyomovics, no Haaretz, afirmou que Harari está sacrificando as mesmas ideias liberais que ele supõe representar.

### Filantropia
Durante a pandemia do COVID-19, após o corte do então presidente dos Estados Unidos, Donald Trump, no financiamento da OMS, Harari anunciou que ele e seu marido doariam US$ 1 milhão à OMS por meio da Sapienship, sua empresa de impacto social.

## Harari no Brasil
Yuval Harari veio ao Brasil pela primeira vez em novembro de 2019, em uma turnê por São Paulo, Rio de Janeiro e Brasília. O historiador proferiu palestras sobre o futuro da humanidade no HSM Expo 2019, na Câmara dos Deputados e no Salão Carioca do Livro. Ele também participou da Semana da Inovação do Setor Público 2019.
No dia 11 de novembro de 2019, Harari foi o convidado do programa Roda Viva da TV Cultura. Na mesma semana, o historiador foi convidado pelo apresentador Luciano Huck a visitar o projeto Primeira Chance, que fica em São Gonçalo, no Estado do Rio. Harari conversou com os participantes do projeto sobre o impacto dos avanços das tecnologias nas comunidades. O programa foi ao ar no dia 14 de dezembro de 2019.
O pensador participou de forma remota da EXPERT ESG 2021 Digital Summit, em março de 2021, evento realizado em São Paulo. Em julho de 2021, Yuval Harari se tornou professor convidado dos cursos da pós-graduação digital da Pontifícia Universidade Católica do Paraná (PUCPR).
Entrevista de Harari para o Conversa com Bial em seis de setembro de 2024 rendeu a audiência mais baixa desde que o programa estreou em 2017, apenas 2,9 pontos na Grande São Paulo.
Em outubro de 2024, Yuval Harari participou do documentário brasileiro Money ID – A Identidade do Dinheiro, realizado por Steven Phil e Pietro Krauss, exibido no History Channel. Ao abordar a influência do dinheiro na sociedade, Harari destacou: “Nem todos os humanos acreditam em deuses ou em uma nação ou o que quer que seja, mas todos acreditam no dinheiro, isso é incrível.” 

## Trabalhos publicados

### Livros
- Notas sobre a Pandemia: E breves lições para o mundo pós-coronavírus (artigos e entrevistas). São Paulo: Companhia das Letras, 2020. ISBN 9788535933703.
- 21 Lições para o século 21. São Paulo: Companhia das Letras, 2018
- Homo Deus: Uma breve história do amanhã (BRASIL Companhia das Letras, 2016[56] - ISBN 9788535928198; PORTUGAL Elsinore, 2017[57] - ISBN  9789898855299)
- Sapiens: Uma breve História da humanidade. Londres: Harvill Secker, 2014. ISBN 978-006-231-609-7. São Paulo: L&PM Editores, 2015 ISBN 978-85-254-3218-6
- The Ultimate Experience: Battlefield Revelations and the Making of Modern War Culture, 1450–2000. Houndmills: Palgrave-Macmillan, 2008.[58] - ISBN 978-023-058-388-7
- Special Operations in the Age of Chivalry, 1100–1550. Woodbridge: Boydell & Brewer, 2007. ISBN 978-184-383-292-8
- Renaissance Military Memoirs: War, History and Identity, 1450–1600, 1450–1600 (Woodbridge: Boydell & Brewer, 2004) - ISBN 978-184-383-064-1

### Escritos
- O papel militar do Franco Turcópolo: Um reassentamento, revisão histórica do Mediterrâneo 12 (1) (junho de 1997), pp. 75–116.
- Inter-Frontal cooperação com o século XIV e Edward III, campanha de 1346, guerra na história 6 (4) (setembro de 1999), pp. 379–395
- Estratégia e abastecimento no século XIV, Campanhas de invasão na Europa Oriental, O jornal da História militar 64 (2) (abril de 2000), pp. 297–334.
- Testemunhas oculares na primeira cruzada: a Gesta Francorum e outras narrativas contemporâneas, Cruzadas 3 (agosto de 2004), pp. 77–99
- Ilusões marciais: Guerra e Desilusão no século XX e renascimento das memórias militares, O jornal da História militar 69 (1) (janeiro de 2005), pp. 43–72
- Memórias militares: Um panorama Histórico do Gênero desde a idade média até a era moderna, Guerra na História 14 (3) (2007), pp. 289–309
- A concepção da batalha decisiva na História Mundial, O jornal da História mundial 18 (3) (2007), pp. 251–266
- Conhecimento, poder e soldado medieval, 1096–1550. In Laudem Hierosolymitani: Estudos nas cruzadas e cultura medieval em honra de Benjamin Z. Kedar, ed. Iris Shagrir, Ronnie Ellenblum and Jonathan Riley-Smith, (Ashgate, 2007)
- Fluxo de Combate: Dimensões militar, política e ética de bem-estar subjetivo em guerra, revisão de psicologia geral (Setembro de 2008)[58]

## Prêmios e Reconhecimento
Harari foi premiado duas vezes no Prêmio Polonsky de "Criatividade e Originalidade", nos anos de 2009 e 2012. Em 2011, ganhou o Prêmio Moncado da Sociedade de História Militar por artigos de destaque na história militar. Em 2012, foi eleito para a Young Israel Academy of Sciences.
Sapiens ficou no top 3 da lista de Best Sellers do The New York Times por 96 semanas consecutivas. The Guardian creditou Sapiens por revolucionar o mercado de não-ficção e popularizar "livros inteligentes".
Em 2017, Homo Deus: Uma Breve História do Amanhã, também de autoria do filósofo, venceu o German Economic Book Award da Handelsblatt, como o livro econômico mais reflexivo e influente do ano.
Em 2019, 21 Lições para o século 21 foi homenageado como 'Livro de Conhecimento do Ano' pela revista alemã Bild der Wissenschaft, e Sapiens ganhou o prêmio de 'Academic Book of the Year' como parte do Academic Book Trade Awards do Reino Unido.